# Bruce McGill
Bruce Travis McGill (ur. 11 lipca 1950) w San Antonio w stanie Texas – amerykański aktor grający w filmach i w serialach telewizyjnych.

## Filmografia
- Handle with Care (1977)
- Animal House (1978)
- The Hand (1981)
- A Whale For the Killing (1981) (TV)
- Silkwood (1983)
- Into the Night (1985)
- Wildcats (1986)
- No Mercy (1986)
- As Summers Die (1986) (TV)
- Club Paradise (1986)
- Waiting for the Moon (1987)
- Three Fugitives (1989)
- Out Cold (1989)
- The Last Boy Scout (1991)
- My Cousin Vinny (1992)
- Cliffhanger (1993)
- A Perfect World (1993)
- Timecop (1994)
- Black Sheep (1996)
- Courage Under Fire (1996)
- Rosewood (1997)
- Lawn Dogs (1997)
- Letters from a Killer (1998)
- Ground Control (1998)
- The Insider (1999)
- A Dog of Flanders (1999)
- Running Mates (2000) (TV)
- The Legend of Bagger Vance (2000)
- Exit Wounds (2001)
- 61* (2001) (TV)
- Shallow Hal (2001)
- Ali (2001)
- Path to War (2002) (TV)
- The Sum of All Fears (2002)
- Live from Baghdad (2002) (TV)
- Legally Blonde 2: Red, White & Blonde (2003)
- Matchstick Men (2003)
- Runaway Jury (2003)
- Collateral (2004)
- Cinderella Man (2005)
- Elizabethtown (2005)
- Valley of the Heart's Delight (2005 Film)
- Slow Burn (2005)
- Outlaw Trail: The Treasure of Butch Cassidy (2006)
- Behind Enemy Lines II: Axis of Evil (2006)
- The Good Life (2007)
- The Lookout (2007)
- Vantage Point (2008)
- Recount (2008) (TV)
- W. (2008)
- Obsessed (2009)
- From Mexico with Love (2009)
- The Perfect Game (2009)
- Law Abiding Citizen (2009)
- Imagine That (2009)
- Rizzoli & Isles (2010)
- Cristiada (2012)